# Unnan
Unnan (雲南市, Unnan-shi) est une ville située dans la préfecture de Shimane, au Japon.

## Localisation
Unnan est située dans le nord-est de la préfecture de Shimane.

### Démographie
Lors du recensement national de 2015, la population d'Unnan était de 39 032 habitants répartis sur une superficie de 553,18 km2. La ville enregistrait alors une diminution de 7,4 % de sa population par rapport à 2010.

### Hydrographie
Le fleuve Hii traverse le nord-ouest et le centre d'Unnan avant de se jeter dans le lac Shinji, dans le nord-est de la ville voisine d'Izumo,.

## Histoire
La ville d'Unnan a été créée en 2004 de la fusion des bourgs de Daitō, Kamo, Kisuki, Mitoya et Kakeya, et du village de Yoshida.

## Culture locale et patrimoine culturel

### Légende
Selon une légende, le dieu Susanoo aurait enterr, dans un lieu nommé Kisuki, les huit têtes du dragon Yamata-no-orochi après l'avoir vaincu. Dans l'enceinte du sanctuaire Yakuchi, situé dans le quartier Kisuki (nord-ouest d'Unnan), un monument fait de pierres rappelle la victoire de la divinité shinto sur le monstre à huit têtes.

## Transports
Unnan est desservie par la ligne Kisuki de la JR West.

## Jumelage
- Richmond (États-Unis)

## Personnalités liées à la ville
- Noboru Takeshita (1924-2000), Premier ministre
- Shinji Tarutoko (né en 1959), homme politique